# Wydanie II poprawione (program telewizyjny)
Wydanie II poprawione – magazyn telewizyjny poświęcony książkom, emitowany na antenie TVN i TVN24. Prowadzili go Kazimiera Szczuka i Krzysztof Kłosiński. 
Premiera audycji odbyła się 12 listopada 2004 roku na antenie TVN24. Od stycznia 2005 program pokazywano także w stacji TVN. Emitowany był raz w tygodniu, w lutym 2005 osiągnął średnią oglądalność 50 000 widzów w TVN24 i 213 000 widzów w TVN. Prowadzący rozmawiali o nowościach książkowych, rozmawiano także z zaproszonymi gośćmi. Audycję prowadzili razem do 2009.
Kazimiera Szczuka w 2005 i Krzysztof Kłosiński w 2007 otrzymali jako prowadzący audycję PIK-owy Laur - nagrodę za najciekawszą prezentację książki w mediach elektronicznych przyznawaną przez Polską Izbę Książki. Kazimierę Szczukę wyróżniono przy tym za wprowadzenie programu promującego książki i czytelnictwo do telewizji komercyjnej.  